# Cincinnati Open 2011 - Qualificazioni singolare maschile
Le qualificazioni del singolare maschile del Cincinnati Open 2011 sono state un torneo di tennis preliminare per accedere alla fase finale della manifestazione. I vincitori dell'ultimo turno sono entrati di diritto nel tabellone principale. In caso di ritiro di uno o più giocatori aventi diritto a questi sono subentrati i lucky loser, ossia i giocatori che hanno perso nell'ultimo turno ma che avevano una classifica più alta rispetto agli altri partecipanti che avevano comunque perso nel turno finale.

## Giocatori

### Teste di serie
1. Radek Štěpánek (qualificato)
2. Pablo Andújar (primo turno)
3. Kei Nishikori (qualificato)
4. Jarkko Nieminen (primo turno)
5. Adrian Mannarino (ultimo turno)
6. Ernests Gulbis (qualificato)
7. Alex Bogomolov Jr. (qualificato)

1. Michail Kukuškin (ultimo turno)
2. Jérémy Chardy (primo turno)
3. Somdev Devvarman (primo turno)
4. Bernard Tomić (primo turno)
5. Ryan Sweeting (primo turno)
6. Andreas Haider-Maurer (primo turno)
7. Olivier Rochus (primo turno)

## Qualificati
1. Radek Štěpánek
2. Édouard Roger-Vasselin
3. Kei Nishikori
4. Marsel İlhan

1. Julien Benneteau
2. Ernests Gulbis
3. Alex Bogomolov Jr.

## Tabellone qualificazioni

### Sezione 1
|  | Primo turno | Primo turno           | Primo turno           | Primo turno | Primo turno |  |  | Ultimo turno | Ultimo turno   | Ultimo turno   | Ultimo turno | Ultimo turno |  |
|  |             |                       |                       |             |             |  |  |              |                |                |              |              |  |
|  | 1           | Radek Štěpánek        | Radek Štěpánek        | 7           | 6           |  |  |              |                |                |              |              |  |
|  | WC          | Rhyne Williams        | Rhyne Williams        | 63          | 1           |  |  | 1            | Radek Štěpánek | Radek Štěpánek | 7            | 6            |  |
|  |             | Rik De Voest          | Rik De Voest          | 6           | 6           |  |  |              | Rik De Voest   | Rik De Voest   | 5            | 0            |  |
|  | 13          | Andreas Haider-Maurer | Andreas Haider-Maurer | 3           | 2           |  |  |              |                |                |              |              |  |

### Sezione 2
|  | Primo turno | Primo turno            | Primo turno   | Primo turno | Primo turno |  |  | Ultimo turno | Ultimo turno           | Ultimo turno           | Ultimo turno | Ultimo turno |  |
|  |             |                        |               |             |             |  |  |              |                        |                        |              |              |  |
|  | 2           | Pablo Andújar          | 3             | 7           | 0           |  |  |              |                        |                        |              |              |  |
|  |             | Édouard Roger-Vasselin | 6             | 5           | 6           |  |  |              | Édouard Roger-Vasselin | Édouard Roger-Vasselin | 6            | 6            |  |
|  | WC          | Steve Johnson          | Steve Johnson | 711         | 6           |  |  | WC           | Steve Johnson          | Steve Johnson          | 2            | 1            |  |
|  | 9           | Jérémy Chardy          | Jérémy Chardy | 69          | 4           |  |  |              |                        |                        |              |              |  |

### Sezione 3
|  | Primo turno | Primo turno      | Primo turno      | Primo turno | Primo turno |  |  | Ultimo turno | Ultimo turno     | Ultimo turno     | Ultimo turno | Ultimo turno |  |
|  |             |                  |                  |             |             |  |  |              |                  |                  |              |              |  |
|  | 3           | Kei Nishikori    | Kei Nishikori    | 6           | 6           |  |  |              |                  |                  |              |              |  |
|  |             | João Souza       | João Souza       | 1           | 4           |  |  | 3            | Kei Nishikori    | Kei Nishikori    | 6            | 6            |  |
|  | WC          | Tim Smyczek      | Tim Smyczek      | 4           | 2           |  |  | 8            | Michail Kukuškin | Michail Kukuškin | 3            | 4            |  |
|  | 8           | Michail Kukuškin | Michail Kukuškin | 6           | 6           |  |  |              |                  |                  |              |              |  |

### Sezione 4
|  | Primo turno | Primo turno      | Primo turno      | Primo turno | Primo turno |  |  | Ultimo turno | Ultimo turno    | Ultimo turno    | Ultimo turno | Ultimo turno |  |
|  |             |                  |                  |             |             |  |  |              |                 |                 |              |              |  |
|  | 4           | Jarkko Nieminen  | 4                | 6           | 5           |  |  |              |                 |                 |              |              |  |
|  | Alt         | Thomas Schoorel  | 6                | 4           | 7           |  |  | Alt          | Thomas Schoorel | Thomas Schoorel | 64           | 3            |  |
|  |             | Marsel İlhan     | Marsel İlhan     | 6           | 7           |  |  |              | Marsel İlhan    | Marsel İlhan    | 7            | 6            |  |
|  | 10          | Somdev Devvarman | Somdev Devvarman | 4           | 63          |  |  |              |                 |                 |              |              |  |

### Sezione 5
|  | Primo turno | Primo turno            | Primo turno | Primo turno | Primo turno |  |  | Ultimo turno | Ultimo turno     | Ultimo turno     | Ultimo turno | Ultimo turno |  |
|  |             |                        |             |             |             |  |  |              |                  |                  |              |              |  |
|  | 5           | Adrian Mannarino       | 6           | 4           | 6           |  |  |              |                  |                  |              |              |  |
|  |             | Rogério Dutra da Silva | 4           | 6           | 4           |  |  | 5            | Adrian Mannarino | Adrian Mannarino | 2            | 5            |  |
|  | Alt         | Julien Benneteau       | 7           | 63          | 6           |  |  | Alt          | Julien Benneteau | Julien Benneteau | 6            | 7            |  |
|  | 11          | Bernard Tomić          | 64          | 7           | 1           |  |  |              |                  |                  |              |              |  |

### Sezione 6
|  | Primo turno | Primo turno     | Primo turno    | Primo turno | Primo turno |  |  | Ultimo turno | Ultimo turno   | Ultimo turno | Ultimo turno | Ultimo turno |  |
|  |             |                 |                |             |             |  |  |              |                |              |              |              |  |
|  | 6           | Ernests Gulbis  | 3              | 6           | 6           |  |  |              |                |              |              |              |  |
|  |             | Alejandro Falla | 6              | 1           | 2           |  |  | 6            | Ernests Gulbis | 6            | 4            | 6            |  |
|  |             | Igor' Andreev   | Igor' Andreev  | 6           | 6           |  |  |              | Igor' Andreev  | 2            | 6            | 3            |  |
|  | 14          | Olivier Rochus  | Olivier Rochus | 4           | 4           |  |  |              |                |              |              |              |  |

### Sezione 7
|  | Primo turno | Primo turno        | Primo turno        | Primo turno | Primo turno |  |  | Ultimo turno | Ultimo turno       | Ultimo turno       | Ultimo turno | Ultimo turno |  |
|  |             |                    |                    |             |             |  |  |              |                    |                    |              |              |  |
|  | 7           | Alex Bogomolov Jr. | Alex Bogomolov Jr. | 6           | 6           |  |  |              |                    |                    |              |              |  |
|  | WC          | Donald Young       | Donald Young       | 0           | 4           |  |  | 7            | Alex Bogomolov Jr. | Alex Bogomolov Jr. | 6            | 6            |  |
|  |             | Flavio Cipolla     | 0                  | 6           | 6           |  |  |              | Flavio Cipolla     | Flavio Cipolla     | 3            | 0            |  |
|  | 12          | Ryan Sweeting      | 6                  | 2           | 2           |  |  |              |                    |                    |              |              |  |